# Amphixystis zulella
Amphixystis zulella är en fjärilsart som beskrevs av Walsingham 1881. Amphixystis zulella ingår i släktet Amphixystis och familjen äkta malar. Inga underarter finns listade i Catalogue of Life.